# Налшовске Хори
Налшовске Хори (чеш. Nalžovské Hory) град је у Чешкој Републици. Град се налази у управној јединици Плзењски крај, у оквиру којег припада округу Клатови.

## Становништво
Према подацима о броју становника из 2014. године град је имао 1.180 становника.

## Галерија
- Бивши замак у Налшовским Хорима
- Градски дом
- Парк у центру града
- Црква свете Катерине